# Pavel Ivashko
Pavel Ivashko (né le 16 novembre 1994 à Sourgout) est un athlète russe, spécialiste du 400 mètres.

## Biographie
Il remporte en 46 s 39 le titre de champion russe junior à Kazan le 15 juin 2013, avant de remporter la médaille d'or lors des Championnats d'Europe juniors à Rieti en battant le record national junior, en 45 s 81. Deux jours après, le 21 juillet, il remporte également le titre du relais 4 x 400 m, en battant le record national junior.
Le 29 août 2015, il porte le record de Russie du relais 4 x 400 m à 2 min 59 s 45, avec ses coéquipiers Artyom Denmukhametov, Pavel Trenikhin et Denis Kudryavtsev, en série des Championnats du monde à Pékin (précédents record de 2008 et 2014 annulés pour disqualification tardive).

## Palmarès
| Date | Compétition                       | Lieu      | Résultat | Épreuve   | Temps         |
| ---- | --------------------------------- | --------- | -------- | --------- | ------------- |
| 2013 | Championnats d'Europe juniors     | Rieti     | 1er      | 400 m     | 45 s 81       |
| 2013 | Championnats d'Europe juniors     | Rieti     | 1er      | 4 × 400 m | 3 min 04 s 87 |
| 2014 | Championnats d'Europe par équipes | Brunswick | 2e       | 400 m     | 45 s 95       |
| 2014 | Championnats d'Europe             | Zurich    | —        | 4 × 400 m | DQ            |
| 2015 | Championnats d'Europe espoirs     | Tallinn   | 2e       | 400 m     | 45 s 73       |
| 2015 | Championnats du monde             | Pékin     | 8e       | 4 × 400 m | 3 min 03 s 05 |
| 2015 | DécaNation                        | Paris     | 3e       | 400 m     | 45 s 88       |
| 2015 | Jeux mondiaux militaires          | Mungyeong | 1er      | 4 x 400 m | 3 min 03 s 01 |

### Records
| Épreuve    | Performance | Lieu  | Date         |
| ---------- | ----------- | ----- | ------------ |
| 400 mètres | 45 s 25     | Pékin | 23 août 2015 |